# ジャック・ホワイト
ジャック・ホワイト（Jack White, 出生名John Anthony Gillis, 1975年7月9日 - ）は、アメリカ合衆国のミュージシャン、音楽プロデューサーおよび俳優。様々なバンド、およびソロ・アーティストとして活動しているが、ザ・ホワイト・ストライプスのリード・ボーカリストおよびギタリストとして最も知られている。2012年4月24日、ソロ・デビュー・アルバム『Blunderbuss』を、2014年6月10日に2枚目のアルバム『Lazaretto』を発表した。どちらも商業的にも批評的にも成功した。
ホワイトは、デトロイトでいくつかのバンドでドラム奏者として活動した後、1997年、デトロイト出身でのちに妻となるメグ・ホワイトとザ・ホワイト・ストライプスを結成した。2001年のヒット・アルバム『White Blood Cells』からのシングルおよびミュージック・ビデオの『Fell in Love with a Girl』がヒットし、世界的名声を得た。これを機にロレッタ・リン、ボブ・ディランなどの著名アーティストとコラボレートする機会を得た。
2006年、ホワイトはブレンダン・ベンソンとザ・ラカンターズを、2009年にザ・キルズのアリソン・モシャートとザ・デッド・ウエザーを結成した。
ホワイトは批評的にも人気の上でも成功し続け、2000年代のガレージ・ロック・リバイバルの鍵となる人物の1人に数えられる。グラミー賞を8回受賞し、ソロ・アルバム2枚とも『ビルボード』誌のチャートで第1位を獲得した。『ローリング・ストーン』の選ぶ歴史上最も偉大な100人のギタリスト」において、2010年の改訂版では第70位にランクされた。2011年、同誌のライターであるデイヴィッド・フリックのリストでは第17位となった。
2007年の「Q誌の選ぶ歴史上最も偉大な100人のシンガー」においては第50位。
ホワイトは著名なブルースのアーティストの物を含むヴィンテージのギターなどの楽器を多く収集している。アナログ技術とレコーディング技術を熱心に推奨し、アメリカ議会図書館の全米レコーディング保護協会の委員に名を連ねている。彼のレコード会社およびスタジオのサード・マン・レコードでは自身の作品同様他のアーティストや地元の児童の作品をレコードで出版している。『Lazaretto』は、1991年より集計が始まった発売初週のレコード売上記録を塗り替えた。
ホワイトはプライベートをあまり明かさず、自身をわざと「風変わりな」キャラクターに見えるように作り上げている。2000年、メグと離婚。2005年、モデルで歌手のカレン・エルソンと結婚し、息子と娘をもうけたが2013年に離婚した。現在テネシー州ナッシュビルに住んでいる。

## 概説
1975年7月9日、アメリカ生まれ。その類稀な音楽的価値観と才能から、音楽界では不思議な存在とされており、アメリカのルネッサンス的な人物と評されている。
1997年、メグ・ホワイトとザ・ホワイト・ストライプスを結成。初期のデルタ・ブルースを愛し、音楽に対してミニマリズムなアプローチをとり、アメリカ全土で一躍話題となる。
2005年、2つ目のバンドとなるザ・ラカンターズを、ブレンダン・ベンソン、ジャック・ローレンス、パトリック・キーラーと共に結成。
“旧友たちによる新しいバンド”であるザ・ラカンターズの最初のシングル、『Steady as she goes』はたちまち大ヒット。デビューアルバム『Broken Boy Soldiers』は、ビルボードのアルバムチャートに初登場7位で入り、グラミー賞2部門でノミネートされた。2006年の世界ツアーでは、ボブ・ディランと同じスケジュールでアメリカを回り、ディランとはお互いにコンサートで数回ゲストパフォーマンスを行なっている。ザ・ラカンターズの2年目のアルバム、『Consolers Of The Lonely』（2008）も初登場7位を記録し、グラミー賞を受賞した。
2011年、ザ・ホワイト・ストライプス解散。現在は2009年に新たにザ・デッド・ウェザーを結成し、活躍の場を更に広げている。2012年、デビュー15年で初の完全ソロ・アルバム『Blunderbuss』をリリースした。
映画にも出演しており、2003年にアカデミー賞を受賞した『コールドマウンテン』で、アンソニー・ミンゲラ監督は音楽監督Ｔ・ボーン・バーネットのアドバイスに従い、ホワイトをジョージア役に抜擢。作品の中ではアパラチアの歌を数曲演奏している。
同年、ザ・ホワイト・ストライプスのメンバー2人が、ジム・ジャーミッシュ監督の『コーヒー＆シガレッツ』に出演。ホワイトとメグは、「Jack Shows Meg His Testla Coil」と名付けられたエピソードで本人の役で出演した。その後、シンプソンズのエピソード「Jazzy And The Pussycats」（06／未）にアニメの姿でカメオ出演して「Hardest Button To Button」のMVを再現、ジャド・アパトー製作のコメディ『ウォーク・ハード　ロックへの階段』（07／未）にエルビス・プレスリー役で特別出演した。2008年には、マーティン・スコセッシ監督のドキュメンタリー映画『ザ・ローリング・ストーンズ シャイン・ア・ライト』で、ストーンズとビーコン・シアターで「Loving Cup」をセッションした。
『ゲット・ラウド ジ・エッジ、ジミー・ペイジ、ジャック・ホワイト×ライフ×ギター』で共演したレッド・ツェッペリンのジミー・ペイジは、『NME』誌のインタビューにおいてホワイトに対し「最近のギタリストの中ではNo.1の存在」といった賛辞を送っている。

## 生い立ち
1975年7月9日、アメリカ合衆国ミシガン州デトロイトで10人兄弟の七男として生まれ、ジョン・アンソニー・ギリスと名付けられた。父方はスコットランド系カナダ人、母方はポーランド人の流れを汲んでいる。カトリックとして育ち、デトロイト教区で父はビルのメンテナンス管理者、母は枢機卿事務所の事務員として働いていた 。ホワイトは堂役となり、1987年、デトロイト南西部の教区で主に撮影された映画『The Rosary Murders』にクレジット無しで出演した。
幼い頃、兄たちから音楽の影響を受け、彼らが放置していた楽器の演奏方法を学習した。6歳の頃、屋根裏にあったドラムセットを見つけ、ドラムの練習を始めた。幼い頃はクラシック音楽が好きだったが、小学校に入るとドアーズ、ピンク・フロイド、レッド・ツェッペリンなどを聴くようになった。
短髪で歯列矯正をしていた10代の頃、ホワイトはのちにザ・ホワイト・ストライプスのベースとなる、サン・ハウスやブラインド・ウィリー・マクテルなどのブルースや1960年代のロックを聴いていた。のちのインタビューでサン・ハウスの「Grinnin' In Your Face」が全音楽の中で一番好きだと語った。2005年の『60 Minutes』のマイク・ウォレスによるインタビューでは、違った人生もあったかもしれないと語っている。ウィスコンシン州の神学校に入学して神父になるつもりだった。しかし最後の最後で「普通の公立学校に行く」と考えが変わった。その時新しいアンプを手に入れたばかりで、神学校にはそれを持っていけないと思ったと語った。結局著名な高等学校のビジネス科に入学し、スクールバンドでドラムとトロンボーンを演奏した。
15歳の時、家族の友人ブライアン・モルドゥーンのもとで、家具職人の3年間の見習いをすることになった。モルドゥーンは勤務中、ホワイトにパンク音楽を聴かせた。モルドゥーンはホワイトをバンドに加入させ、モルドゥーンがドラムを演奏するためホワイトはギターを演奏することになった。彼らはThe Upholsterers としてアルバム『Makers of High Grade Suites』をレコーディングした。
高等学校3年生の時、ミシガン州メンフィスにあるレストランで従業員のミーガン・ホワイト(メグ)と出会い、喫茶店、地元のライヴ・ハウス、レコード店などに一緒に行くようになり、1996年9月21日、2人は結婚し、伝統に逆らい妻の姓を名乗ることにした。
家具職人の見習い期間が終了し、自身でサード・マン・アポーストリーを立ち上げた。企業スローガンは「あなたの家具は死んでいない」で、企業カラーは黄色と黒で、黄色のバン、黄色と黒の制服、黄色のクリップボードなどが使用された。サード・マン・アポーストリーはビジネスとしては悪くなかったが、ホワイトに金銭欲がなく、請求書をクレヨンで書いたり、家具の内側に詩を書いたりするなどプロ意識に欠けていたため、あまり利益をもたらさなかった。

## 経歴

### ザ・ホワイト・ストライプス

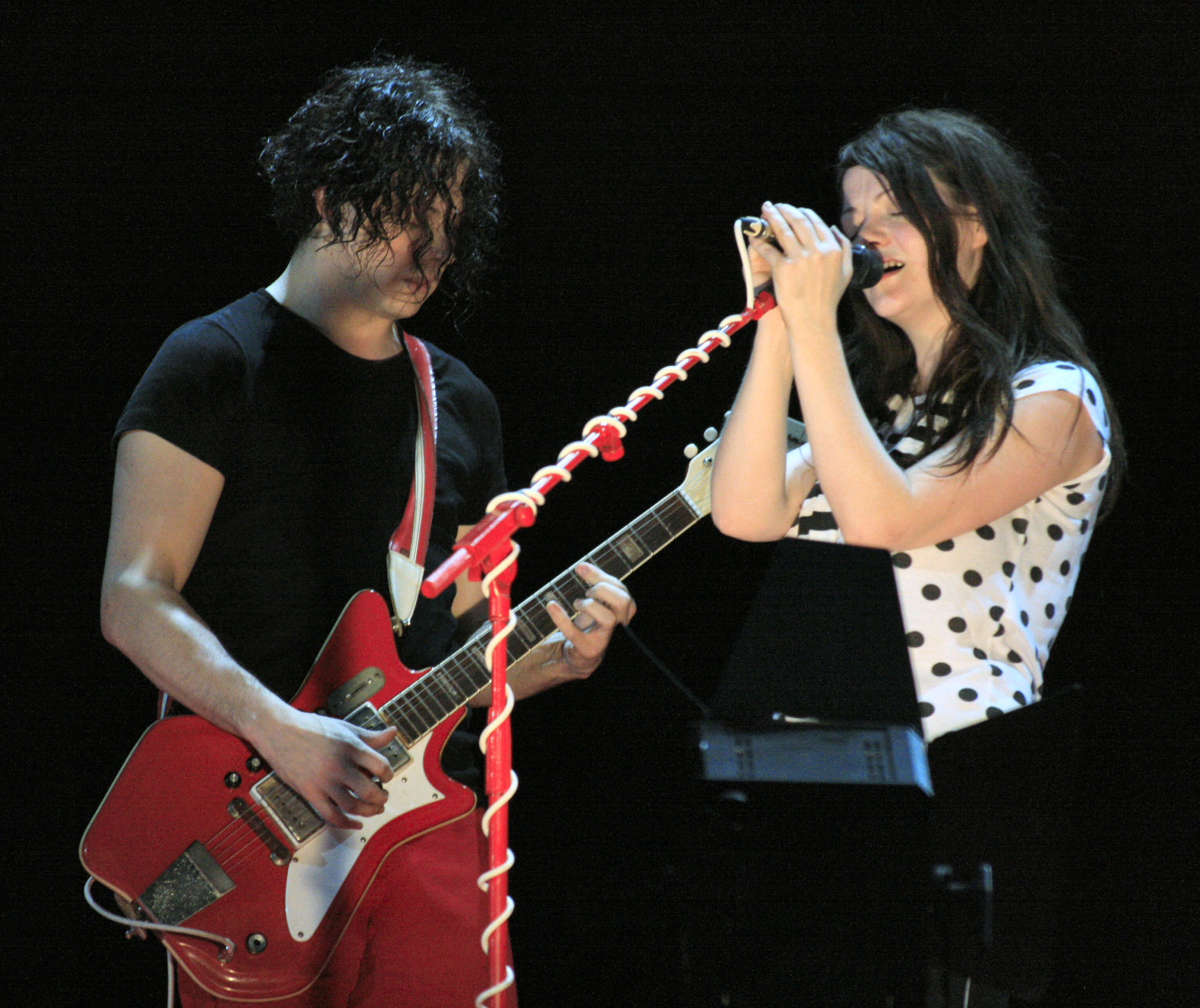
2007年、O2ワイヤレス・フェスティバル

婚姻後の姓を名乗り、ジャック・ホワイトは昼は家具屋、夜は地元のバンドの他、ソロでも活動していた。19歳の頃、デトロイトのバンドGoober & the Peas でプロとして初めてドラムを演奏し、1996年の解散まで続けた。このバンドでツアーの方法や舞台上での演奏の仕方を学んだ。職業はバーテンダーであったが、1997年からメグはドラムの演奏を学び始め、ホワイトによると「彼女が私と共にドラム演奏を始めた時、新鮮で解放された気分でただ楽しかった」。2人はバンドを組み、「ザ・ホワイト・ストライプス」と名乗り、2か月後初めて公の場で演奏した。
ホワイトとメグは結婚していたにもかかわらず姉弟だと語り、テーマカラーとして赤、白、黒の服を常に着ていた。彼らはミシガン州のアンダーグラウンド・ガレージロック・シーンでのキャリアを積み始めた。彼らはバンタム・ルースター、ダートボムズ、トゥ・スター・タバナクル、ロケット455、ヘンチメンなど地元に根差したバンドと共演していた。1998年、ホワイト・ストライプスはデイヴ・ビューイックによるデトロイトを基盤に活動するガレージ・パンクの小さなインディペンデント・レコード会社イタリー・レコードと契約した。1999年、『ザ・ホワイト・ストライプス』を発表し、1年後、カルト・クラシックの『デ・ステイル』を発表した。このアルバムは『ビルボード』誌のインディペンデント・アルバム・チャートで最高第38位となった。
2001年、『ホワイト・ブラッド・セルズ』を発表した。このアルバムのシンプルなガレージロックはアメリカ国内外で称賛され、2002年に最も称賛されたバンドの1つとなり、ガレージ・バンド・リバイバルの一翼を担った。バンドのイギリスでの支援者で影響力のあるDJのジョン・ピールはジミ・ヘンドリックス以来の逸材と評した。『ニューヨーク・タイムズ』紙はホワイトについて「芸術家気取りの仮面の下にカート・コバーン以来の内向的でダークなロッカーの一面が隠されている」と記した。2003年、アルバム『エレファント』が発表され、商業的にも批評的にも成功した。オールミュージックはこのアルバムについて「これまでのアルバムより怒りのようなサウンドで偏執的で素晴らしく、『ホワイト・ブラッド・セルズ』より暗く気難しくなっている」と記した。アルバムからの最初のシングル『セヴン・ネイション・アーミー』はバンドの代表曲となり、『ビルボード』誌のモダン・ロック・チャートで3週第1位を獲得し、2004年、グラミー賞ロック楽曲賞を受賞し、スポーツの国際大会や抗議活動などで使用されている。5枚目のアルバム『ゲット・ビハインド・ミー・サタン』はホワイトの自宅で収録され、ピアノがメロディラインをなぞり、ホワイトによる実験的なマリンバや他のリズムを打つギターはこれまでからの音楽性の変更を示した。
2007年、6枚目のアルバム『イッキー・サンプ』が発表され、これまでのローファイのアルバムとは違い、ナッシュビルのブラックバード・スタジオで収録された。全英アルバムチャート初登場第1位、Billboard 200初登場第2位となった。アルバムのサウンドはこれまでよりパンク、ガレージ、ブルースなどの影響を受けている。このアルバムにより、カナダでツアーを行ない、各州を訪れ演奏し始めた。しかしこの年の後期、メグの急性不安障害のため残り18日の公演をキャンセルした。数日後、2007年の残りのイギリス・ツアーも全てキャンセルした。
この頃ホワイトは他のアーティストたちとも活動を行なっていたが、2009年夏までに7枚目のアルバムの計画を発表した。2009年2月20日、『レイト・ナイト・ウィズ・コナン・オブライエン』最終回でツアーのキャンセル後初のライヴ演奏を行ない、トロント国際映画祭においてカナダ・ツアーのドキュメンタリー映画『The White Stripes: Under Great White Northern Lights』が公開された。約2年間新作発表がなく、2011年2月2日、公式サイトにおいて解散を発表した。ホワイトはこれについて、健康問題や方向性の違いに起因することではなく「バンドが美しく特別なまま終わりを迎えることが重要だった」とした。

### ザ・ラカンターズ

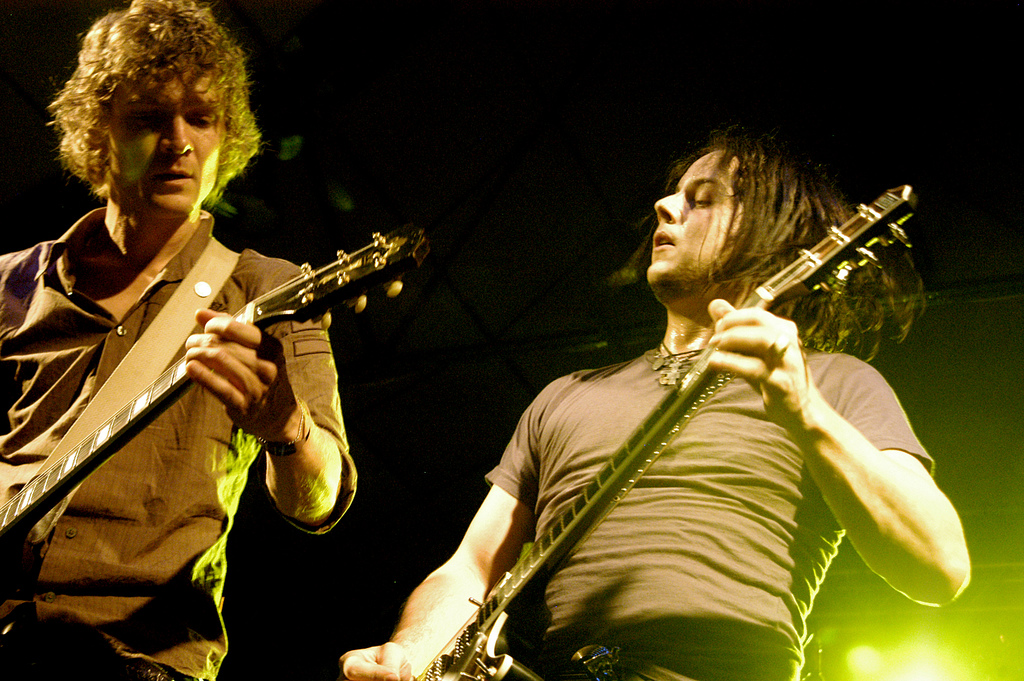
ブレンダン・ベンソンとジャック・ホワイト

2005年、これまでも共に活動したことがあるミシガン出身のブレンダン・ベンソンとコラボレートし、『Steady, as She Goes』を作曲した。これにより2人はバンドを結成することにし、グリーンホーンズのジャック・ローレンスとパトリック・キーラーを迎え入れてザ・ラカンターズと名付けた。彼らはデトロイトにあるベンソンの自宅で会い、年内いっぱい時間の許す限り収録を行なった。その結果、彼らはデビュー・アルバム『Broken Boy Soldiers』を発表し、このアルバムからのシングル『Steady, As She Goes』はグラミー賞にノミネートされた。ザ・ラカンターズは8日間ボブ・ディランのコンサートの前座を行なった他、このアルバムのプロモート・ツアーを行なった。2008年、2枚目のアルバム『Consolers of the Lonely』とその1枚目のシングル『Salute Your Solution』が同時発売された。このアルバムはグラミー賞ロック・アルバム賞にノミネートされた。

### ザ・デッド・ウェザー

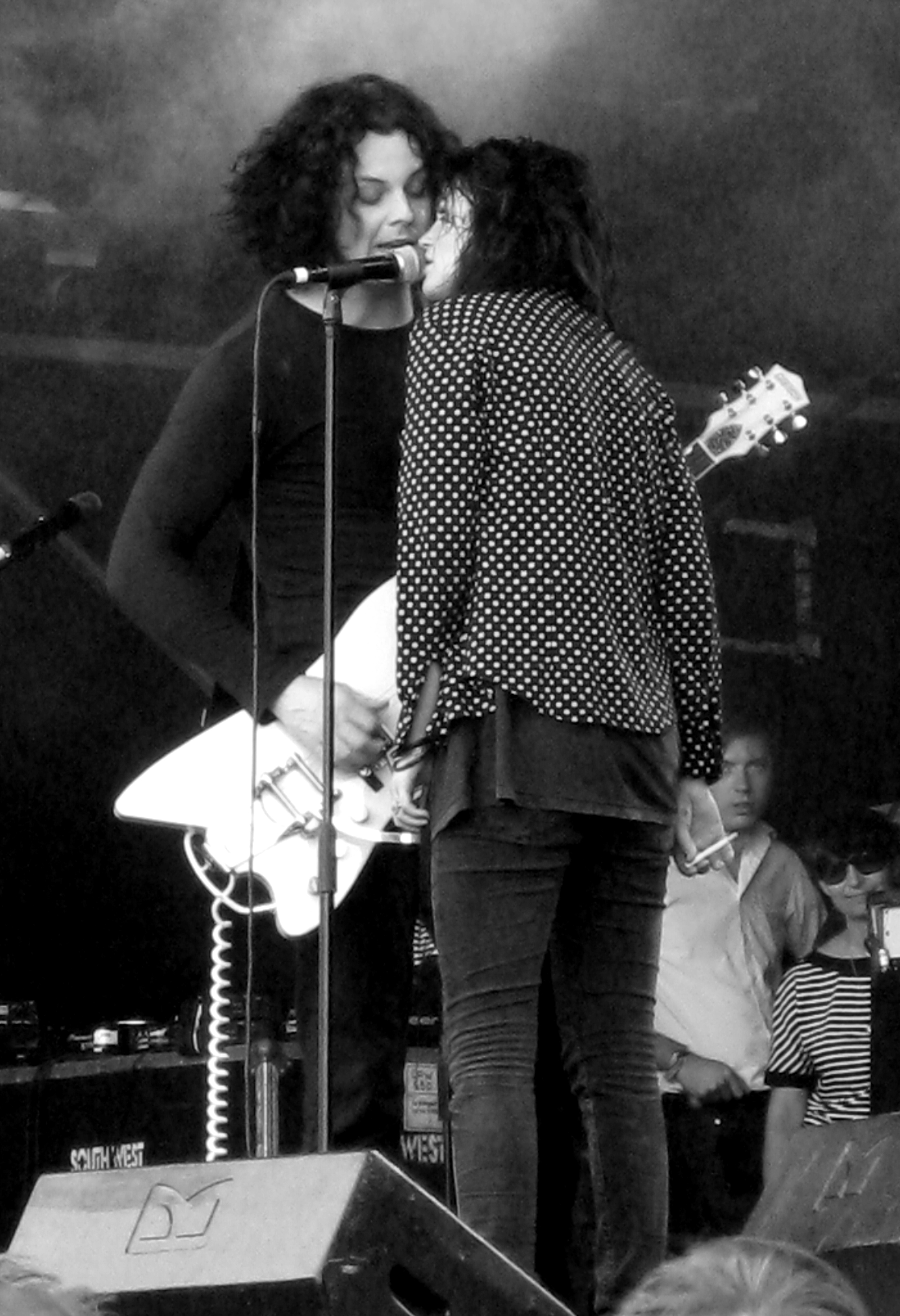
2009年6月26日、グラストンベリー・フェスティバルのジャック・ホワイトとアリソン・モスハート

『Consolers of the Lonely』のプロモート・ツアーの間、ホワイトは気管支炎を悪化させて時々声が出なくなることがあった。当時ラカンターズと共にツアーをしていたザ・キルズのヴォーカルのアリソン・モスハートが彼のヴォーカルのパートを補うことがしばしばあった。2人の息が合い、2009年初頭、新たなバンドザ・デッド・ウェザーを結成した。モスハートが歌い、ホワイトはドラムとヴォーカルを務め、ラカンターズのベース奏者ジャック・ローレンスとクイーンズ・オブ・ザ・ストーン・エイジのキーボードおよびギター奏者ディーン・ファーティタの4人で構成された。
2009年3月11日、ナッシュビルからデビュー・アルバム『Horehound』から多くの曲を発表した。2009年7月13日、ヨーロッパで、2009年7月14日、北米でホワイトによるサード・マン・レコードから出版された。2009年10月、モスハートは2枚目のアルバムが半分までできたことを認め、2010年3月30日、1枚目のシングル『Die by the Drop』を発表した。5月7日にアイルランドで、5月11日にアメリカで、5月10日にイギリスで新たなアルバム『Sea of Cowards』がサード・マン・レコードから出版された。

### ソロ活動
ホワイト・ストライプスでの人気および評判は、ホワイトにソロとして他のミュージシャンと活動することを可能にした。これまで他のアーティストのレコーディングに参加したり、彼のプロジェクトに他のアーティストを招待したりしている。また主にサード・マン・レコードで様々なアーティストのプロデュースも行っている。
2003年、『Danger! High Voltage』でエレクトリック・シックスとコラボレートしたのではないかという噂が流れた。彼もエレクトリック・シックスも否定しており、ヴォーカルのクレジットは「John S O'Leary」となっていた。クリス・ハンディサイドとのインタビューでエレクトリック・シックスのメンバーのディック・ヴァレンタインとコリー・マーティンはホワイトが無償で参加したことを認めた。
2004年、ロレッタ・リンのアルバム『Van Lear Rose』のプロデュースおよび演奏を行なった。このアルバムは批評的にも商業的にも成功した。2008年、ジェームズ・ボンドの映画『007 慰めの報酬』のテーマ曲でアリシア・キーズの『Another Way to Die』をコラボレートした。2009年、映画『ゲット・ラウド ジ・エッジ、ジミー・ペイジ、ジャック・ホワイト×ライフ×ギター』でジミー・ペイジやジ・エッジと共に焦点を当てられ、エレクトリック・ギターについて会談し、それぞれの違った演奏メソッドを披露した。8月の撮影中、ホワイトの1枚目のソロ・シングル『Fly Farm Blues』を10分間で作曲から収録まで行なった。8月11日、このシングルはサード・マン・レコードから7インチ・レコードおよびiTunesでのデジタル配信で出版された。2010年11月、プロデューサーのデンジャー・マウスはダニエル・ルピとのコラボレート・アルバム『Rome』にホワイトとノラ・ジョーンズを招聘した。このアルバムの「The Rose with the Broken Neck」、「Two Against One」、「The World」の3曲にヴォーカルで参加した。2011年10月4日発売のアルバム『The Lost Notebooks of Hank Williams』の収録曲「You Know That I Know」を演奏した。同年、ワンダ・ジャクソンのアルバム『Let's Have a Party』のプロデュースおよび演奏を行なった。彼女を喜ばせるため、彼は7インチ・レコードでの出版も行なった。
ホワイトは他にベック、ローリング・ストーンズ、ジェフ・ベック、ボブ・ディランなど他のアーティストとも演奏した。
2012年1月30日に発表したシングル『Love Interruption』を収録した自身がプロデュースしたソロ・デビュー・アルバム『Blunderbuss』が同年4月24日に出版された。このアルバムのプロモーションのため、「サタデー・ナイト・ライブ」の音楽ゲストとして出演した他、2012年の夏にはファイアフライ・ミュージック・フェスティバル、Radio 1's Hackney Weekend 、Sasquatch! Music Festival 、フジロック・フェスティバル、ベルギーのRock Werchter 等様々なフェスティバルに出演した。同年後期、彼はテキサス州オースティンで行われたAustin City Limits Music Festival にメインゲストとして出演した。このアルバムのツアーの間、ホワイトは2つのバンドを雇ってランダムに出演させた。一方のピーコックスは全員女性で、もう一方のバザーズは全員男性だった。ホワイトは2つのバンドを雇うことは費用がかかり、このツアーを最後にやめることにしたと語った。グラミー賞において『Blunderbuss』はアルバム賞、ロック・アルバム賞に、『Freedom at 21』はロック・ソング賞にノミネートされた。
2014年4月1日、ホワイトは2枚目のアルバム『Lazaretto』の出版を発表し、同年6月10日、シングルカットされた『High Ball Stepper』と同時に出版された。このアルバムはBillboard 200で初登場第1位を獲得し、1991年にサウンドスキャンが調査を始めて以降、1週間で売り上げたレコード記録を更新した。このアルバムは批評家の間で広く称賛され、グラミー賞においてアルバムはオルタナティブ・アルバム賞に、シングル『Lazaretto』はロック・ソング賞、ロック・パフォーマンス賞にノミネートされた。プロモーション・ツアーの間、2014年7月30日、デトロイト・フリーメイソン教会にて彼にとって最長のコンサートを行なった。
2003年、映画『コールド マウンテン』にジョージア役で出演し、サウンドトラック『Cold Mountain』のために「Sittin' on Top of the World」、「Wayfaring Stranger」、「Never Far Away」、「Christmas Time Soon Will Be Over」、「Great High Mountain」の5曲を作曲した。2003年、ジム・ジャームッシュの映画『コーヒー&シガレッツ』の「ジャック、メグにテスラコイルを見せる」の章にホワイトとメグとして出演した。2007年、『ウォーク・ハード ロックへの階段』でエルヴィス・プレスリー役を演じた。

## サード・マン・レコード
2001年、ホワイトはサード・マン・レコードを創立した。しかし2009年に彼がナッシュビルに場所を購入するまで実体がなかった。彼は「長い間、私はスタジオが欲しいと思わなかった。ホワイト・ストライプス時代、私はスタジオに行き、10日間か2週間かけてそこにあるものを使ってアルバムを製作することが好きだった。10年から15年間レコーディングをしてきて、自分が使いたい録音機器、マイク、アンプを使って、やりたい音楽を作るための自分の場所を持つ時がついにきたと感じた」と語った。「あなたのターンテーブルは死んでいない」というスローガンを用いて、サード・マン・レコードはレコードを作り、第三者を雇って自身の音楽事業を行なった。2010年、ホワイトがコナン・オブライアンにしたインタビューの逆回転が入ったコメディ・アルバム『And They Call Me Mad?』の7インチ・レコードを製造および出版した。ホワイト・ストライプスはイングランドで『Icky Thump』のレコードを30万枚売り上げた。彼のレコードへの情熱について「私が作ったものを誰かが手にしていることを思い浮かべたり、新しいレコードを開けたりする時の気持ちが忘れられないから」と語った。

## 人物
中学卒業後、ブライアン・ムルドゥーンの下、家具職人の見習いとして働く。
ブルース・カントリー・70年代以前のロックンロールを愛好し、それらへの造詣は非常に深い。徹底的なアナログへの拘りを持っており、ライブやレコーディングで使用する楽器・機材はほぼすべてアナログ製品を使用している。同世代のミュージシャンと比べると、異例とも言えるほどフィジカルな音楽を志向しており、特にセールスや派手さを重視しすぎて全く現実感のないような、過剰なマスタリングが施された現代的ポピュラーミュージックを嫌う（「普通にアンプにギターを繋いで、普通にギターを演奏して、普通に歌を歌ったら、あんなおぞましいキラキラとした音は出ない」と『Bigread』誌において語っている）。なお、ホワイトは一貫して、音楽をデータでもなくCDでもなくレコードで聴くことをファンに勧めている（ポピュラー音楽は、ディスクジャケットやブックレットなども含めた総合アートである、というホワイトの理念から来るもの。ホワイトが関わったほぼすべての音源は、アナログレコード盤でも発売されている）。
ジョーク好きな人柄ながら、しばしば奇人・変人ともメディアに書き立てられる。特に、2005年からのツアーでは、「Three Quid（3個の1ドルポンド）」と改名し、話題を振りまいたが、ツアー終了時にすぐ元の名前に戻し、イギリスのラジオでそれら理由を尋ねられた際、ホワイトは「それはすべてお金に関することだよ」と答えた。
ホワイトは色に関しても拘りを見せており、それぞれのキャリアでのアルバムジャケットや、彼自身の服装などから読み取ることができる（ホワイト・ストライプスでは「赤、白、黒」、ラカンターズでは「銅」、ソロ活動では「青」である）。
尊敬するアーティストは、ボブ・ディラン（デトロイトでの公演にホワイトが出演したことがあり、メグも非常に熱心なファンである）やロバート・ジョンソン。また、最近は同じデトロイト出身のアリス・クーパーに影響を受けた扮装をしている。彼は、地元デトロイトのミュージシャンが音楽的土壌を作ってくれたのを感謝しており、特にイギー・ポップのファンで、ストゥージズのアルバム『ファンハウス』を「今までに作られた最高のロック・アルバム」と言っている。特に、ブルース歌手のサン・ハウスを敬愛しており、ホワイトのボーカルスタイルは彼の影響によるところが大きい。

## プレイスタイル
ブルース・カントリーなどの近代的音楽からの影響が色濃いながらも、絶妙な現代性を散りばめたギタープレイを展開する。それらは多くがホワイトの生み出した独創的なリフを主体として演奏されるため、1970年代のブルース色を多大に残していた頃のハード・ロック（レッド・ツェッペリン、ディープ・パープル、ブラック・サバス、フリー）とよく比較され、ホワイト自身もそれらからの影響を公言している。使用するギターやエフェクター類は、オーソドックスでシンプルなものが中心だが、突然ファズで強烈な歪みを加えたり、ハウリングやペグを弛緩させたベンド奏法によるノイジーなプレイを始めたりするなど、そのセンスは他のギタリストとは一線を画す。ホワイト・ストライプス時代はメロディを一手に引き受けていたため、「Seven Nation Army」「Blue Ochid」などではオクターバーでベースラインを形成している。
ヴォーカルでは高音を多用し、歌うというよりも「叫ぶ」もしくはブルース的に「語る」ような趣の楽曲が多い。また、ギターだけに止まらず、オルガンやピアノ、マリンバ、ドラムなど、様々な楽器を演奏するマルチプレイヤーである。しかし、テクノロジー色が強いプログラム、コンピューター系の楽器は演奏しない、という志向は貫いている。

## 私生活
ホワイトはプライベートをあまり表に出さず、誤った情報が広まることもある。作品の内容と自分の生活は別だと考えており、「ミケランジェロがどんな靴を履いてるか、とか考えるかい？そんな事は関係ない。ただ重要なのは作品さ」と語っている。
酒や違法な薬物は一切摂取したことがない。

### 交際
2000年3月24日、バンドが有名になる前にホワイトとメグは正式に別れた。
2003年、『コールド マウンテン』撮影中に出会った女優のレネー・ゼルウィガーと短期間であったが交際が大きく報じられた。その年の夏、ホワイトが左足人差し指を骨折しツアーを延期までになった交通事故で彼女が同乗していた。彼はファンのためにネット上に手術の経過を掲載した。2004年12月、2人の別離が公になった。
ホワイト・ストライプスの『Blue Orchid』のミュージックビデオの撮影でホワイトはイギリス人モデルカレン・エルソンと出会った。監督のフロリア・シジスモンディは「2人の間に何かを感じた」と記した。2005年6月1日、ブラジルのマナウスで結婚した。結婚式はシャーマンが司祭を務め、アマゾン川のカヌーで行われた。ローマン・カソリックの司祭による結婚式ものちに行われた。マネージャーのアイアン・モントンが花婿介添人、メグ・ホワイトが花嫁介添人を務めた。結婚公式通知には互いが「初婚」と記してあった。2006年5月2日、2人は第一子長女、スカーレット・テレサをもうけた。2007年8月7日、第二子長男ヘンリー・リーをもうけた。ホワイト一家はテネシー州ナッシュビル郊外のブレントウッドに居住し、エルソンは古着屋ヴィーナス&マーズを経営していた。エルソンはホワイトの1枚目のソロ・レコードに声で参加した。しかし2011年6月、2人は離婚する予定で、前向きな離婚式を行なうことを発表した。2013年7月22日、ナッシュビルの裁判官はホワイトに、未成年の子供たちに関すること以外でカレン・エルソンと連絡を取ることを禁じた。2013年8月2日、ホワイトの弁護士から「ホワイト氏を妻や子に暴力をふるうような人間と思われることのないように」異議申立を起こした。2013年11月26日、離婚が成立し、エルソンはのちに暴力が離婚の原因であったという訴えを取り下げ、「結婚生活が終わりに向かい、負のスパイラルに陥っていた」と語った。ホワイトはこれに同意し、「悪い弁護士が離婚などに関わると最悪の結末になる」と語った。2人は離婚後も良い関係を保っている。

### 論争
2003年12月13日、ホワイトはデトロイトのクラブであるマジック・スティックにてヴォン・ボンディーズのリード・ヴォーカルであるジェイソン・ストルスタイマーと口論になった。ホワイトは暴行罪で起訴された。彼は罪を認め、裁判費用を含む750ドルを課せられ、アンガーマネジメントのプログラムを受けることになった。

ホワイト・ストライプスが世界的に有名になったため、ホワイトとデトロイトのアンダーグラウンド・ミュージックのアーティストたちの間に摩擦が起こっていたことに起因すると報じられた。2006年、AP通信のインタビューにおいて、最終的にデトロイトを離れたことについて「これ以上負の要素を受け入れられなかった」と語った。しかし彼はデトロイトの街自体への気持ちをはっきりさせるため、『Courageous Dream's Concern』という詩を書いて発表した。この中で故郷への愛情を表現した。
2013年の離婚訴訟中、エルソンはホワイトが彼女に送った過去のメールを見返していた時、彼が彼女に送ったザ・ブラック・キーズを見下す発言などを見つけた。2014年の『ローリング・ストーン』誌のインタビューでこのことについて「私のサウンドを無断盗用した音楽がテレビのコマーシャルで流れるだろう。半分は私の音楽、もう半分はブラック・キーズに聞こえるような」と語った。彼は後にこのコメントについて謝罪した。

### 慈善活動
故郷のデトロイトを経済的にサポートしている。2009年、ホワイトはデトロイト南東部の球場クラーク・パークの修繕のため約17万ドルを寄付した。2013年、デトロイト・フリーメイソン教会は14万2千ドルの追徴課税のため抵当として処分寸前であった。2013年6月、ホワイトが全額肩代わりしたことが明らかになった。この感謝のしるしに教会は2つ目に大きな劇場をジャック・ホワイト・シアターと改名した。
全米レコーディング保護ファンデーションは創立時に、劣化が危惧されるオープンリールのテープやシリンダーの音源の復元および保存のためホワイトから20万ドルを寄付された。重役のエリック・J・シュワルツは「この全国的な音楽の遺産の保存のために多忙なソングライターでパフォーマーの方が貴重な時間と金銭を寄付してくれた」と語った。ホワイトはこのファンデーションの委員も務めている。

## 受賞歴
様々なコラボレーションやソロにおいて、ホワイトは9回のグラミー賞を含む地域的、全国的、世界的な賞を受賞している。2011年、ナッシュビル市長のカール・ディーンはホワイトをナッシュビル・ミュージック・シティ大使に任命した。以下にソロでの主な受賞歴を示す:
| 賞               | 年     | 対象                                                       | 部門                                         | 結果 |
| ---------------- | ------ | ---------------------------------------------------------- | -------------------------------------------- | ---- |
| サテライト賞     | 2008年 | Another Way To Die (ジャック・ホワイト&アリシア・キーズ)   | オリジナル楽曲賞                             | 受賞 |
| O Music Awards   | 2013年 | ジャック・ホワイト                                         | Analog Genius Award                          | 受賞 |
| 第57回グラミー賞 | 2015年 | "Lazaretto"                                                | 最優秀ロック・パフォーマンス                 | 受賞 |
| 第57回グラミー賞 | 2015年 | The Rise & Fall Of Paramount Records, Volume One (1917-27) | 最優秀ボックスドもしくは特別限定版パッケージ | 受賞 |

## ディスコグラフィ

### ソロ・スタジオ・アルバム
| 年                                        | タイトル              | アルバム詳細 | チャート最高位 | チャート最高位 | チャート最高位 | チャート最高位 | チャート最高位 | チャート最高位 | チャート最高位 | チャート最高位 | チャート最高位 | チャート最高位 | 認定                                                          |
| 年                                        | US                    | AUS | BEL            | CAN            | FRA            | NLD            | NZ             | SWE            | SWI            | UK             |                |                |                                                               |
| ----------------------------------------- | --------------------- | --- | -------------- | -------------- | -------------- | -------------- | -------------- | -------------- | -------------- | -------------- | -------------- | -------------- | ------------------------------------------------------------- |
| 2012                                      | Blunderbuss           | - 発売日: 2012年4月23日 - レーベル: Third Man, XL, Columbia - フォーマット: CD, LP, digital download - 全米売上: 50万枚   | 1              | 2              | 1              | 1              | 5              | 4              | 2              | 20             | 1              | 1              | - US: ゴールド - AUS: ゴールド - CAN: プラチナ - UK: ゴールド |
| 2014                                      | Lazaretto             | - 発売日: 2014年6月10日 - レーベル: Third Man, XL, Columbia - フォーマット: CD, LP, digital download - 全米売上: 32.5万枚 | 1              | 3              | 2              | 1              | 9              | 5              | 2              | 21             | 2              | 4              | - CAN: ゴールド - UK: シルバー                                |
| 2018                                      | Boarding House Reach  | - 発売日: 2018年3月23日 - レーベル: Third Man, XL, Columbia - フォーマット: CD, LP, digital download - 全米売上: 12.4万枚 | 1              | 11             | 10             | 1              | 11             | 10             | 25             | —              | 5              | 5              |                                                               |
| 2022                                      | Fear of the Dawn      | - 発売日: 2022年4月8日 - レーベル: Third Man - フォーマット: CD, LP, digital download - 全米売上:                         | 4              | —              | 12             | 10             | —              | 11             | —              | —              | 3              | 3              |                                                               |
| 2022                                      | Entering Heaven Alive | - 発売日: 2022年7月22日 - レーベル: Third Man - フォーマット: CD, LP, digital download - 全米売上:                        | —              | —              | —              | —              | —              | —              | —              | —              | —              | —              |                                                               |
| 2024                                      | No Name               | |                |                |                |                |                |                |                |                |                |                |                                                               |
| "—"は未発売またはチャート圏外を意味する。 |                       | |                |                |                |                |                |                |                |                |                |                |                                                               |

### ソロ・ライヴ・アルバム
| Live at Third Man Records | - 発売日: 2012年12月 - レーベル: サード・マン - フォーマット: LP | — | — | — | — | — | — | — | — | — | — |  |
| Live from Bonnaroo 2014   | - 発売日: 2014年12月 - レーベル: サード・マン - フォーマット: LP | — | — | — | — | — | — | — | — | — | — |  |
| "—" は圏外                |                                                                  |   |   |   |   |   |   |   |   |   |   |  |

### ソロ・シングル
| 題                                                  | 年     | 最高順位 | 最高順位 | 最高順位 | 最高順位 | 最高順位 | 最高順位 | 最高順位 | 最高順位 | 最高順位 | 最高順位 | 最高順位 | 最高順位 | アルバム                     |
| 題                                                  | 年     | US       | US Alt.  | US Main. | US Rock  | AUS      | BEL      | CAN      | CAN Alt. | CAN Rock | FRA      | SWI      | UK       | アルバム                     |
| --------------------------------------------------- | ------ | -------- | -------- | -------- | -------- | -------- | -------- | -------- | -------- | -------- | -------- | -------- | -------- | ---------------------------- |
| Another Way to Die (with アリシア・キーズ)          | 2008年 | 81       | —        | —        | —        | 29       | 10       | 15       | —        | —        | 98       | 4        | 9        | Quantum of Solace soundtrack |
| Love Interruption                                   | 2012年 | 106      | 13       | —        | 27       | —        | 70       | 72       | 6        | 11       | —        | —        | 126      | Blunderbuss                  |
| Sixteen Saltines                                    | 2012年 | —        | 12       | —        | 30       | —        | 66       | 93       | 6        | 16       | 171      | —        | 129      | Blunderbuss                  |
| Freedom at 21                                       | 2012年 | —        | 22       | —        | 35       | —        | 77       | —        | 16       | 32       | —        | —        | —        | Blunderbuss                  |
| I'm Shakin'                                         | 2012年 | —        | —        | —        | —        | —        | —        | —        | 33       | 26       | —        | —        | —        | Blunderbuss                  |
| Lazaretto                                           | 2014年 | 108      | 9        | 31       | 16       | —        | 68       | 98       | 10       | 20       | 173      | —        | 116      | Lazaretto                    |
| Would You Fight for My Love?                        | 2014年 | —        | 38       | —        | —        | —        | —        | —        | —        | —        | —        | —        | —        | Lazaretto                    |
| That Black Bat Licorice                             | 2015年 | —        | —        | —        | —        | —        | —        | —        | —        | —        | —        | —        | —        | Lazaretto                    |
| You Are the Sunshine of My Life (feat. The Muppets) | 2016年 | —        | —        | —        | —        | —        | —        | —        | —        | —        | —        | —        | —        | アルバム未収録               |
| Battle Cry                                          | 2017年 | —        | —        | —        | —        | —        | —        | —        | —        | —        | —        | —        | —        | アルバム未収録               |
| Connected by Love                                   | 2018年 | —        | —        | —        | 27       | —        | —        | —        | —        | —        | —        | —        | —        | Boarding House Reach         |
| Corporation                                         | 2018年 | —        | —        | —        | —        | —        | —        | —        | —        | —        | —        | —        | —        | Boarding House Reach         |
| Over and Over and Over                              | 2018年 | —        | —        | —        | 33       | —        | —        | —        | —        | —        | —        | —        | —        | Boarding House Reach         |
| Ice Station Zebra                                   | 2018年 | —        | —        | —        | —        | —        | —        | —        | —        | —        | —        | —        | —        | Boarding House Reach         |
| Taking Me Back                                      | 2021年 | —        | —        | —        | 37       | —        | —        | —        | —        | —        | —        | —        | —        | Fear of the Dawn             |
| Love Is Selfish                                     | 2022年 | —        | —        | —        | —        | —        | —        | —        | —        | —        | —        | —        | —        | Entering Heaven Alive        |
| "—" は圏外                                          |        |          |          |          |          |          |          |          |          |          |          |          |          |                              |

### プロモーショナル・シングル
| 題                | 年   | 最高順位 | 最高順位 | 最高順位 | アルバム  |
| 題                | 年   | US Rock  | BEL      | FRA      | アルバム  |
| ----------------- | ---- | -------- | -------- | -------- | --------- |
| High Ball Stepper | 2014 | 28       | 107      | 199      | Lazaretto |

### プロデューサーとして
自身の作品すべてと同様、他のバンド、特にサード・マン・レコード所属のバンドのプロデュースを行なっている。主なものを以下に示す。
- ザ・ホワイト・ストライプス The White Stripes (1999年)– ザ・ホワイト・ストライプス
- De Stijl (2000年)– ザ・ホワイト・ストライプス
- Soledad Brothers (2000年)– Soledad Brothers
- ホワイト・ブラッド・セルズ White Blood Cells (2001年)– ザ・ホワイト・ストライプス
- Lack of Communication (2001年)– the Von Bondies
- Do Rabbits Wonder? (2003年)– Whirlwind Heat [129]
- エレファント Elephant (2003年)– ザ・ホワイト・ストライプス
- Van Lear Rose (2004年)– ロレッタ・リン
- ゲット・ビハインド・ミー・サタン Get Behind Me Satan (2005年)– ザ・ホワイト・ストライプス
- Red and Black EP (2005年)– The Muldoons
- Sewed Soles (2005年)– The Greenhornes[129]
- Broken Boy Soldiers (2006年)– ザ・ラカンターズ
- Icky Thump (2007年)– ザ・ホワイト・ストライプス
- Consolers of the Lonely (2008年)– ザ・ラカンターズ
- Horehound (2009年)– The Dead Weather
- The Wind Did Move/Last Kind Words (2009年)– Dexter Romweber Duo
- I Like My Mice (Dead)/Spider Bite (2009年)– Mildred and the Mice
- My House of Peace (2009年)– Rachelle Garniez
- Bohemian Grove/Atheist Funeral (2009年) – Dan Sartain
- C'Mon And Ride/After Party (2009年) – Transit
- Fly Farm Blues (2009年) – Solo
- Gastown/River Song (2009年) – Smoke Fairies
- Fame #9/BP Fallon Interview/I Believe in Elvis Presley (2009年) – BP Fallon
- You Know I'm No Good/Shakin' All Over (2010年) – Wanda Jackson
- What Can I Do/Lies (2010年) – ザ・ブラック・ベルズ
- Sea of Cowards (2010年) – The Dead Weather
- The Ghost Who Walks (2010年) – カレン・エルソン
- Under Great White Northern Lights (2010年) – ザ・ホワイト・ストライプス
- Third Man Live: Dex Romweber Duo (2010年) – Dex Romweber Duo
- Third Man Live: The Raconteurs (2010年) – ザ・ラカンターズ
- Third Man Live: Nobunny (2010年) – Nobunny
- And They Call Me Mad/Conan O'Brien Interview (2010年) – コナン・オブライエン
- "The Black Belles" (2011年) - ザ・ブラック・ベルズ
- The Party Ain't Over (2011年) – Wanda Jackson[130]
- "Charlene II (I'm Over You)" (2011年) – The Black Belles and スティーヴン・コルベア
- "Leck mich im Arsch" (2011年) – インセイン・クラウン・ポッシー, adaptation of ヴォルフガング・アマデウス・モーツァルト, with JEFF the Brotherhood
- Live at Third Man Records: Jerry Lee Lewis (2011年) – ジェリー・リー・ルイス
- Blunderbuss (2012年) – Solo
- Lazaretto (2014年) – Solo
- Bathtub Love Killings (2014年) - Olivia Jean

### サウンドトラック
- コールド マウンテン Cold Mountain (2003年) – Wayfaring Stranger, Sittin' on Top of the World, Never Far Away, Christmas Time Will Soon Be Over, Great High Mountain
- 007 慰めの報酬 Quantum of Solace (2008年) – アナザー・ウェイ・トゥ・ダイ(Another Way to Die (with アリシア・キーズ)
- ザ・ローリング・ストーンズ シャイン・ア・ライト Shine a Light (2008年) – Loving Cup (with ローリング・ストーンズ)
- ゲット・ラウド ジ・エッジ、ジミー・ペイジ、ジャック・ホワイト×ライフ×ギター It Might Get Loud (2009年) – Fly Farm Blues
- 華麗なるギャツビー The Great Gatsby (2013年) – Love Is Blindness

### 他のアルバムへの出演
- Rome by Danger Mouse and Daniele Luppi (2011年) – "The Rose with the Broken Neck", "Two Against One" and "The World"[131]
- The Lost Notebooks of Hank Williams by various artists (2011年) – "You Know That I Know"
- AHK-toong BAY-bi Covered by various artists (2011年) – "Love Is Blindness"
- Lemonade by Beyoncé (2016年) – "Don't Hurt Yourself"

## フィルモグラフィ
- The Rosary Murders (1987年) – uncredited altar boy
- Mutant Swinger from Mars (2003年) – Mikey
- コールド マウンテン Cold Mountain (2003年) – Georgia
- コーヒー&シガレッツ Coffee and Cigarettes (2003年) – Himself
- Under Blackpool Lights (2004年) – Himself
- The Fearless Freaks (2005年) – Himself
- ウォーク・ハード ロックへの階段 Walk Hard: The Dewey Cox Story (2007年) – エルヴィス・プレスリー
- ザ・ローリング・ストーンズ シャイン・ア・ライト Shine a Light (2008年) – Himself
- ゲット・ラウド ジ・エッジ、ジミー・ペイジ、ジャック・ホワイト×ライフ×ギター It Might Get Loud (2009年) – Himself
- Under Great White Northern Lights (2010年) – Himself
- Conan O'Brien Can't Stop (2011年) – Himself
- American Pickers (2012年) – Himself
- Portlandia, Season 3, Episode 1 (2012年) – Himself